# Vaast Colson
Vaast Colson (Kapellen, 1977) is een Belgisch kunstschilder. Hij studeerde schilderkunst aan de Koninklijke Academie voor Schone Kunsten van Antwerpen.. Colson's werk wordt gekenmerkt door een uitdrukkelijk nadenken over de rol van de kunstenaar. Hij maakt zelden schilderijen, maar is vooral bezig met performance art, waarbij hij de toeschouwer tot nadenken wil aanzetten.
Tijdens zijn eerste tentoonstelling die werd opgemerkt door het grote publiek werd het kunstwerk "The Pink Sting" geëxposeerd, een rugzak die ogenschijnlijk was opgehangen aan een muur, maar in werkelijkheid langs de buitenzijde dagenlang werd gedragen door Colson. Voor de kunstwedstrijd De Canvascollectie op de televisiezender Canvas kneep hij een tube verf uit, en verklaarde dat hij ernaast zou blijven zitten tot de verf was opgedroogd. De televisieproducer duwde Colson na enige tijd een briefje onder de neus met de vraag hoelang deze show zou doorgaan. Colson diende vervolgens dit briefje in als zijn inzending voor de canvascollectie.
Colson won voor zijn schilderwerk de prijs Vincke Soeurs en de Jozef Van Lerius-prijs

## Tentoonstellingen (selectie)
- 2023 - Houdini (curator, Kunsthuis Yellow Art), De Halle, Geel[5]
- 2015 - Vaast Colson, 1646, Den Haag
- 2015 - Hotel Echo Tango Whisky Echo Romeo Kilo Tango, CIAP, Hasselt
- 2015 - Brussels Cologne Contemporaries 2015 (booth trampoline), Brussel
- 2015 - MOREpublishers present 8 Elvises by Vaast Colson, Stadslimiet, Antwerpen
- 2014 - CONTAINERS & ACOUSTICS, We’re in it together, you’re in it alone, Eindpresentatie  stipendium Gunther-Peill-Stiftung 2012-2014, Leopold-Hoesch-Museum, Düren
- 2014 - Half en half, Paardenstallen, Broelmuseum, Kortrijk (met Jacques Charlier)
- 2014 - CONTAINERS & ACOUSTICS, We’re in it together, you’re in it alone, Island, Brussel
- 2014 - Radikaal & Radikaler (met Dennis Tyfus), trampoline, Antwerpen
- 2013 - Al draagt een aap een gouden ring, het is en blijft een lelijk ding (met Nel Aerts), Antwerpen
- 2013 - MOREPublishers present Quest Object by Vaast Colson, Stadslimiet, Antwerpen
- 2013 - New Sculptural Works, Maes & Matthys Gallery, Bornem
- 2012 - Triomfkaarten, Maes & Matthys Gallery, Antwerpen
- 2011 - en dan nu... muziek, De Garage, Mechelen
- 2011 - Presentatie Samenwerkingsproject Kunsthuis Yellow Art, De Halle, Geel
- 2011 - Screwed (met Framed, door Carla Arocha en Stéphane Schraenen),  BeLa Editions, Brussel
- 2010 - Hüzün, Maes & Matthys Gallery, Antwerpen
- 2009 - Kiosk 16 (met Gerard Herman, Michiel Ceulers, Nel Aerts en Bert Jacobs), Kiosk, Gent
- 2009 - WHATNIGHT#2 (met Dennis Tyfus), Duvelhok, Tilburg
- 2009 - Between top and turning back, ... on se repose, SIC livre III presentation, Wiels, Brussel
- 2009 - Daily Sleepdrunken Lists (radioprogramma Wolkenbreier(s)), Radio Centraal, Antwerpen
- 2009 - During Nightly Excursions and Other Sitdowns (met Ben Meewis), Dialekt, Stuttgart
- 2008 - Fortsettelse (met Lieven Segers en Pol Matthé), Les Halles, Brussel
- 2007 - KOPSTOOT! (met Johan Pas, Nico Dockx en Dennis Tyfus), De Brakke Grond en Bewaerschole, Amsterdam en Haamstede
- 2006 - Just Hanging Around, Museum Quarter for Muhka, Lineart, Gent
- 2006 - Segematthélson (met Lieven Segers en Pol Matthé), Factor44, Antwerpen
- 2006 - Illuminanti Icone Tratte Dal Lavoro Del Giovane Maestro Fiammingo (curator: Chiara Guidi), Zonca & Zonca Gallery, Milaan
- 2006 - Voor de achterkant van de saloncondities. Met Simona Denicolai en Ivo Provoost, CC Strombeek, Grimbergen
- 2004 - Helena: The Paintings Martin Couldn’t Paint Anymore, Maes & Matthys Gallery, Antwerpen
- 2004 - Vaast Colson - A Retrospective, Kunst-Nu, Stedelijk Museum voor Actuele Kunst, Gent
- 2004 - Mode d’emploi, periode 1 -frigo-, Lokaal 01, Antwerpen en Breda
- 2001 - Off the Wall - The New Gallery, M&M Gallery, Bornem